# Macaca sylvanus
La bertuccia (Macaca sylvanus Linnaeus, 1758), nota anche come scimmia di Barberia, è una specie di macaco originaria delle montagne dell'Atlante dell'Algeria e del Marocco, insieme a una piccola popolazione introdotta a Gibilterra. Il suo nome fa riferimento alla costa barbaresca dell'Africa nord-occidentale.
L'ecologia delle bertucce è di particolare interesse perché i maschi svolgono un ruolo atipico nell'allevamento dei giovani. A causa della paternità incerta, i maschi sono fondamentali nell'allevamento di tutti cuccioli di un gruppo e, generalmente, le bertucce di tutte le età e di entrambi i sessi contribuiscono a cure alloparentali dei piccoli.
La dieta delle bertucce consiste principalmente in piante e insetti; per questo la specie è osservabile in una gran varietà di habitat. I maschi possono vivere fino a circa 25 anni, mentre le femmine possono vivere fino a 30 anni. Oltre agli esseri umani, sono gli unici primati selvatici d'Europa.
La popolazione selvatica di bertucce a Gibilterra è l'unica al di fuori del Nord Africa e l'unica popolazione di scimmie selvatiche in Europa. Un tempo le bertucce erano ampiamente presenti in Europa, fino a Norfolk, Inghilterra, dallo Zancleano al Pleistocene superiore. Oggi, circa 300 macachi vivono sulla Rocca di Gibilterra. Questa popolazione sembra essere stabile o persino in aumento, mentre la popolazione nordafricana è in calo.

## Storia, tassonomia e filogenesi

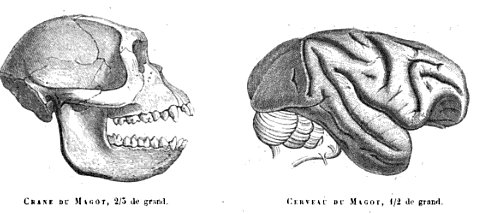
Cranio e cervello, come illustrato nell'Histoire naturelle des mammifères di Gervais

La bertuccia venne descritta per la prima volta nella letteratura scientifica da Aristotele nell'opera Historia Animalium del IV secolo a.C. Aristotele scrisse di una scimmia, "Πίθηκος", con "braccia umane, solo ricoperte di peli", "piedi [che] sono di natura eccezionale ... come grandi mani ", e "una coda tanto piccola che può essere, solo una sorta di indicazione di una coda". È probabile che Galeno (129–216 circa) abbia dissezionato una bertuccia nel II secolo d.C., presumendo che la sua struttura interna fosse la stessa di un essere umano. Tale era l'autorità del suo lavoro che Andrea Vesalio (1514–1564) dimostrò il contrario oltre mille anni dopo. La bertuccia venne inclusa nel raggruppamento Simia da Conrad Gessner nella sua opera Historiae Animalium, del 1551, un nome che sosteneva fosse già in uso presso i Greci. Il Simia di Gessner fu successivamente utilizzato come uno dei quattro generi di primati di Carl Linnaeus quando pubblicò il suo Systema Naturae, nel 1758. Linneo propose anche il nome scientifico Simia sylvanus. Nel corso dei successivi 150 anni, la tassonomia dei primati fu soggetta a grandi cambiamenti e la bertuccia venne collocata in oltre trenta differenti taxa. La confusione sull'uso di Simia divenne così grande che la Commissione internazionale per la nomenclatura zoologica (ICZN) ne soppresse l'uso nel 1929. Ciò significava che la bertuccia doveva essere collocata nel genere successivo più antico a lui assegnato, Macaca, descritto da Bernard Germain de Lacépède, nel 1799.

### Filogenesi
La bertuccia è la specie di macaco più primitiva, il che significa che è geneticamente più vicino alla forma ancestrale di tutti i macachi. Le analisi filogenetiche e molecolari mostrano che rappresenta un gruppo gemello di tutte le specie di macachi asiatici. I risultati di un'analisi filogenetica mostrano che i cromosomi della bertuccia assomigliano a quelli del macaco rhesus (Macaca mulatta) ad eccezione dei cromosomi 1, 4, 9 e 16. È stato anche scoperto che il cromosoma 18 del macaco berbero è omologo al cromosoma 13 nell'uomo.
Gli studi sulla reazione a catena della polimerasi ha portato alla scoperta che inserzioni dell'elemento Alu, piccoli pezzi di codice genetico nei genomi, possono dedurre le relazioni filogenetiche dei primati. Utilizzando questo metodo è stata risolta la relazione filogenetica di dieci specie all'interno del genere Macaca, dimostrando che la bertuccia è un gruppo gemello di tutti gli altri macachi.
|  | \| \| Cinopiteco (M. nigra) \| \| \| \| |
|  |                                         |
|  | Cinopiteco (M. nigra)                   |
|  |                                         |

|  | Cinopiteco (M. nigra) |
|  |                       |

|  | \| \| Sileno (M. silenus) \| \| \| \| \| \| Macaco nemestrino (M. nemestrina) \| \| \| \| |
|  |                                                                                           |
|  | Sileno (M. silenus)                                                                       |
|  |                                                                                           |
|  | Macaco nemestrino (M. nemestrina)                                                         |
|  |                                                                                           |

|  | Sileno (M. silenus)               |
|  |                                   |
|  | Macaco nemestrino (M. nemestrina) |
|  |                                   |

|  | \| \| Cinopiteco (M. nigra) \| \| \| \| |
|  |                                         |
|  | Cinopiteco (M. nigra)                   |
|  |                                         |

|  | Cinopiteco (M. nigra) |
|  |                       |

|  | \| \| Sileno (M. silenus) \| \| \| \| \| \| Macaco nemestrino (M. nemestrina) \| \| \| \| |
|  |                                                                                           |
|  | Sileno (M. silenus)                                                                       |
|  |                                                                                           |
|  | Macaco nemestrino (M. nemestrina)                                                         |
|  |                                                                                           |

|  | Sileno (M. silenus)               |
|  |                                   |
|  | Macaco nemestrino (M. nemestrina) |
|  |                                   |

|  | \| \| Macaco tibetano (M. thibetana) \| \| \| \| \| \| Macaco orsino (M. arctoides) \| \| \| \| |
|  |                                                                                                 |
|  | Macaco tibetano (M. thibetana)                                                                  |
|  |                                                                                                 |
|  | Macaco orsino (M. arctoides)                                                                    |
|  |                                                                                                 |

|  | Macaco tibetano (M. thibetana) |
|  |                                |
|  | Macaco orsino (M. arctoides)   |
|  |                                |

|  | \| \| Macaco tibetano (M. thibetana) \| \| \| \| \| \| Macaco orsino (M. arctoides) \| \| \| \| |
|  |                                                                                                 |
|  | Macaco tibetano (M. thibetana)                                                                  |
|  |                                                                                                 |
|  | Macaco orsino (M. arctoides)                                                                    |
|  |                                                                                                 |

|  | Macaco tibetano (M. thibetana) |
|  |                                |
|  | Macaco orsino (M. arctoides)   |
|  |                                |

|  | \| \| Macaco giapponese (M. fuscata) \| \| \| \| \| \| Macaco rhesus (M. mulatta) \| \| \| \| |
|  |                                                                                               |
|  | Macaco giapponese (M. fuscata)                                                                |
|  |                                                                                               |
|  | Macaco rhesus (M. mulatta)                                                                    |
|  |                                                                                               |

|  | Macaco giapponese (M. fuscata) |
|  |                                |
|  | Macaco rhesus (M. mulatta)     |
|  |                                |

|  | \| \| Macaco giapponese (M. fuscata) \| \| \| \| \| \| Macaco rhesus (M. mulatta) \| \| \| \| |
|  |                                                                                               |
|  | Macaco giapponese (M. fuscata)                                                                |
|  |                                                                                               |
|  | Macaco rhesus (M. mulatta)                                                                    |
|  |                                                                                               |

|  | Macaco giapponese (M. fuscata) |
|  |                                |
|  | Macaco rhesus (M. mulatta)     |
|  |                                |

|  | \| \| Macaco tibetano (M. thibetana) \| \| \| \| \| \| Macaco orsino (M. arctoides) \| \| \| \| |
|  |                                                                                                 |
|  | Macaco tibetano (M. thibetana)                                                                  |
|  |                                                                                                 |
|  | Macaco orsino (M. arctoides)                                                                    |
|  |                                                                                                 |

|  | Macaco tibetano (M. thibetana) |
|  |                                |
|  | Macaco orsino (M. arctoides)   |
|  |                                |

|  | \| \| Macaco tibetano (M. thibetana) \| \| \| \| \| \| Macaco orsino (M. arctoides) \| \| \| \| |
|  |                                                                                                 |
|  | Macaco tibetano (M. thibetana)                                                                  |
|  |                                                                                                 |
|  | Macaco orsino (M. arctoides)                                                                    |
|  |                                                                                                 |

|  | Macaco tibetano (M. thibetana) |
|  |                                |
|  | Macaco orsino (M. arctoides)   |
|  |                                |

|  | \| \| Macaco giapponese (M. fuscata) \| \| \| \| \| \| Macaco rhesus (M. mulatta) \| \| \| \| |
|  |                                                                                               |
|  | Macaco giapponese (M. fuscata)                                                                |
|  |                                                                                               |
|  | Macaco rhesus (M. mulatta)                                                                    |
|  |                                                                                               |

|  | Macaco giapponese (M. fuscata) |
|  |                                |
|  | Macaco rhesus (M. mulatta)     |
|  |                                |

|  | \| \| Macaco giapponese (M. fuscata) \| \| \| \| \| \| Macaco rhesus (M. mulatta) \| \| \| \| |
|  |                                                                                               |
|  | Macaco giapponese (M. fuscata)                                                                |
|  |                                                                                               |
|  | Macaco rhesus (M. mulatta)                                                                    |
|  |                                                                                               |

|  | Macaco giapponese (M. fuscata) |
|  |                                |
|  | Macaco rhesus (M. mulatta)     |
|  |                                |

|  | \| \| Cinopiteco (M. nigra) \| \| \| \| |
|  |                                         |
|  | Cinopiteco (M. nigra)                   |
|  |                                         |

|  | Cinopiteco (M. nigra) |
|  |                       |

|  | \| \| Sileno (M. silenus) \| \| \| \| \| \| Macaco nemestrino (M. nemestrina) \| \| \| \| |
|  |                                                                                           |
|  | Sileno (M. silenus)                                                                       |
|  |                                                                                           |
|  | Macaco nemestrino (M. nemestrina)                                                         |
|  |                                                                                           |

|  | Sileno (M. silenus)               |
|  |                                   |
|  | Macaco nemestrino (M. nemestrina) |
|  |                                   |

|  | \| \| Cinopiteco (M. nigra) \| \| \| \| |
|  |                                         |
|  | Cinopiteco (M. nigra)                   |
|  |                                         |

|  | Cinopiteco (M. nigra) |
|  |                       |

|  | \| \| Sileno (M. silenus) \| \| \| \| \| \| Macaco nemestrino (M. nemestrina) \| \| \| \| |
|  |                                                                                           |
|  | Sileno (M. silenus)                                                                       |
|  |                                                                                           |
|  | Macaco nemestrino (M. nemestrina)                                                         |
|  |                                                                                           |

|  | Sileno (M. silenus)               |
|  |                                   |
|  | Macaco nemestrino (M. nemestrina) |
|  |                                   |

|  | \| \| Macaco tibetano (M. thibetana) \| \| \| \| \| \| Macaco orsino (M. arctoides) \| \| \| \| |
|  |                                                                                                 |
|  | Macaco tibetano (M. thibetana)                                                                  |
|  |                                                                                                 |
|  | Macaco orsino (M. arctoides)                                                                    |
|  |                                                                                                 |

|  | Macaco tibetano (M. thibetana) |
|  |                                |
|  | Macaco orsino (M. arctoides)   |
|  |                                |

|  | \| \| Macaco tibetano (M. thibetana) \| \| \| \| \| \| Macaco orsino (M. arctoides) \| \| \| \| |
|  |                                                                                                 |
|  | Macaco tibetano (M. thibetana)                                                                  |
|  |                                                                                                 |
|  | Macaco orsino (M. arctoides)                                                                    |
|  |                                                                                                 |

|  | Macaco tibetano (M. thibetana) |
|  |                                |
|  | Macaco orsino (M. arctoides)   |
|  |                                |

|  | \| \| Macaco giapponese (M. fuscata) \| \| \| \| \| \| Macaco rhesus (M. mulatta) \| \| \| \| |
|  |                                                                                               |
|  | Macaco giapponese (M. fuscata)                                                                |
|  |                                                                                               |
|  | Macaco rhesus (M. mulatta)                                                                    |
|  |                                                                                               |

|  | Macaco giapponese (M. fuscata) |
|  |                                |
|  | Macaco rhesus (M. mulatta)     |
|  |                                |

|  | \| \| Macaco giapponese (M. fuscata) \| \| \| \| \| \| Macaco rhesus (M. mulatta) \| \| \| \| |
|  |                                                                                               |
|  | Macaco giapponese (M. fuscata)                                                                |
|  |                                                                                               |
|  | Macaco rhesus (M. mulatta)                                                                    |
|  |                                                                                               |

|  | Macaco giapponese (M. fuscata) |
|  |                                |
|  | Macaco rhesus (M. mulatta)     |
|  |                                |

|  | \| \| Macaco tibetano (M. thibetana) \| \| \| \| \| \| Macaco orsino (M. arctoides) \| \| \| \| |
|  |                                                                                                 |
|  | Macaco tibetano (M. thibetana)                                                                  |
|  |                                                                                                 |
|  | Macaco orsino (M. arctoides)                                                                    |
|  |                                                                                                 |

|  | Macaco tibetano (M. thibetana) |
|  |                                |
|  | Macaco orsino (M. arctoides)   |
|  |                                |

|  | \| \| Macaco tibetano (M. thibetana) \| \| \| \| \| \| Macaco orsino (M. arctoides) \| \| \| \| |
|  |                                                                                                 |
|  | Macaco tibetano (M. thibetana)                                                                  |
|  |                                                                                                 |
|  | Macaco orsino (M. arctoides)                                                                    |
|  |                                                                                                 |

|  | Macaco tibetano (M. thibetana) |
|  |                                |
|  | Macaco orsino (M. arctoides)   |
|  |                                |

|  | \| \| Macaco giapponese (M. fuscata) \| \| \| \| \| \| Macaco rhesus (M. mulatta) \| \| \| \| |
|  |                                                                                               |
|  | Macaco giapponese (M. fuscata)                                                                |
|  |                                                                                               |
|  | Macaco rhesus (M. mulatta)                                                                    |
|  |                                                                                               |

|  | Macaco giapponese (M. fuscata) |
|  |                                |
|  | Macaco rhesus (M. mulatta)     |
|  |                                |

|  | \| \| Macaco giapponese (M. fuscata) \| \| \| \| \| \| Macaco rhesus (M. mulatta) \| \| \| \| |
|  |                                                                                               |
|  | Macaco giapponese (M. fuscata)                                                                |
|  |                                                                                               |
|  | Macaco rhesus (M. mulatta)                                                                    |
|  |                                                                                               |

|  | Macaco giapponese (M. fuscata) |
|  |                                |
|  | Macaco rhesus (M. mulatta)     |
|  |                                |

|  | \| \| Cinopiteco (M. nigra) \| \| \| \| |
|  |                                         |
|  | Cinopiteco (M. nigra)                   |
|  |                                         |

|  | Cinopiteco (M. nigra) |
|  |                       |

|  | \| \| Sileno (M. silenus) \| \| \| \| \| \| Macaco nemestrino (M. nemestrina) \| \| \| \| |
|  |                                                                                           |
|  | Sileno (M. silenus)                                                                       |
|  |                                                                                           |
|  | Macaco nemestrino (M. nemestrina)                                                         |
|  |                                                                                           |

|  | Sileno (M. silenus)               |
|  |                                   |
|  | Macaco nemestrino (M. nemestrina) |
|  |                                   |

|  | \| \| Cinopiteco (M. nigra) \| \| \| \| |
|  |                                         |
|  | Cinopiteco (M. nigra)                   |
|  |                                         |

|  | Cinopiteco (M. nigra) |
|  |                       |

|  | \| \| Sileno (M. silenus) \| \| \| \| \| \| Macaco nemestrino (M. nemestrina) \| \| \| \| |
|  |                                                                                           |
|  | Sileno (M. silenus)                                                                       |
|  |                                                                                           |
|  | Macaco nemestrino (M. nemestrina)                                                         |
|  |                                                                                           |

|  | Sileno (M. silenus)               |
|  |                                   |
|  | Macaco nemestrino (M. nemestrina) |
|  |                                   |

|  | \| \| Macaco tibetano (M. thibetana) \| \| \| \| \| \| Macaco orsino (M. arctoides) \| \| \| \| |
|  |                                                                                                 |
|  | Macaco tibetano (M. thibetana)                                                                  |
|  |                                                                                                 |
|  | Macaco orsino (M. arctoides)                                                                    |
|  |                                                                                                 |

|  | Macaco tibetano (M. thibetana) |
|  |                                |
|  | Macaco orsino (M. arctoides)   |
|  |                                |

|  | \| \| Macaco tibetano (M. thibetana) \| \| \| \| \| \| Macaco orsino (M. arctoides) \| \| \| \| |
|  |                                                                                                 |
|  | Macaco tibetano (M. thibetana)                                                                  |
|  |                                                                                                 |
|  | Macaco orsino (M. arctoides)                                                                    |
|  |                                                                                                 |

|  | Macaco tibetano (M. thibetana) |
|  |                                |
|  | Macaco orsino (M. arctoides)   |
|  |                                |

|  | \| \| Macaco giapponese (M. fuscata) \| \| \| \| \| \| Macaco rhesus (M. mulatta) \| \| \| \| |
|  |                                                                                               |
|  | Macaco giapponese (M. fuscata)                                                                |
|  |                                                                                               |
|  | Macaco rhesus (M. mulatta)                                                                    |
|  |                                                                                               |

|  | Macaco giapponese (M. fuscata) |
|  |                                |
|  | Macaco rhesus (M. mulatta)     |
|  |                                |

|  | \| \| Macaco giapponese (M. fuscata) \| \| \| \| \| \| Macaco rhesus (M. mulatta) \| \| \| \| |
|  |                                                                                               |
|  | Macaco giapponese (M. fuscata)                                                                |
|  |                                                                                               |
|  | Macaco rhesus (M. mulatta)                                                                    |
|  |                                                                                               |

|  | Macaco giapponese (M. fuscata) |
|  |                                |
|  | Macaco rhesus (M. mulatta)     |
|  |                                |

|  | \| \| Macaco tibetano (M. thibetana) \| \| \| \| \| \| Macaco orsino (M. arctoides) \| \| \| \| |
|  |                                                                                                 |
|  | Macaco tibetano (M. thibetana)                                                                  |
|  |                                                                                                 |
|  | Macaco orsino (M. arctoides)                                                                    |
|  |                                                                                                 |

|  | Macaco tibetano (M. thibetana) |
|  |                                |
|  | Macaco orsino (M. arctoides)   |
|  |                                |

|  | \| \| Macaco tibetano (M. thibetana) \| \| \| \| \| \| Macaco orsino (M. arctoides) \| \| \| \| |
|  |                                                                                                 |
|  | Macaco tibetano (M. thibetana)                                                                  |
|  |                                                                                                 |
|  | Macaco orsino (M. arctoides)                                                                    |
|  |                                                                                                 |

|  | Macaco tibetano (M. thibetana) |
|  |                                |
|  | Macaco orsino (M. arctoides)   |
|  |                                |

|  | \| \| Macaco giapponese (M. fuscata) \| \| \| \| \| \| Macaco rhesus (M. mulatta) \| \| \| \| |
|  |                                                                                               |
|  | Macaco giapponese (M. fuscata)                                                                |
|  |                                                                                               |
|  | Macaco rhesus (M. mulatta)                                                                    |
|  |                                                                                               |

|  | Macaco giapponese (M. fuscata) |
|  |                                |
|  | Macaco rhesus (M. mulatta)     |
|  |                                |

|  | \| \| Macaco giapponese (M. fuscata) \| \| \| \| \| \| Macaco rhesus (M. mulatta) \| \| \| \| |
|  |                                                                                               |
|  | Macaco giapponese (M. fuscata)                                                                |
|  |                                                                                               |
|  | Macaco rhesus (M. mulatta)                                                                    |
|  |                                                                                               |

|  | Macaco giapponese (M. fuscata) |
|  |                                |
|  | Macaco rhesus (M. mulatta)     |
|  |                                |

|  | \| \| Cinopiteco (M. nigra) \| \| \| \| |
|  |                                         |
|  | Cinopiteco (M. nigra)                   |
|  |                                         |

|  | Cinopiteco (M. nigra) |
|  |                       |

|  | \| \| Sileno (M. silenus) \| \| \| \| \| \| Macaco nemestrino (M. nemestrina) \| \| \| \| |
|  |                                                                                           |
|  | Sileno (M. silenus)                                                                       |
|  |                                                                                           |
|  | Macaco nemestrino (M. nemestrina)                                                         |
|  |                                                                                           |

|  | Sileno (M. silenus)               |
|  |                                   |
|  | Macaco nemestrino (M. nemestrina) |
|  |                                   |

|  | \| \| Cinopiteco (M. nigra) \| \| \| \| |
|  |                                         |
|  | Cinopiteco (M. nigra)                   |
|  |                                         |

|  | Cinopiteco (M. nigra) |
|  |                       |

|  | \| \| Sileno (M. silenus) \| \| \| \| \| \| Macaco nemestrino (M. nemestrina) \| \| \| \| |
|  |                                                                                           |
|  | Sileno (M. silenus)                                                                       |
|  |                                                                                           |
|  | Macaco nemestrino (M. nemestrina)                                                         |
|  |                                                                                           |

|  | Sileno (M. silenus)               |
|  |                                   |
|  | Macaco nemestrino (M. nemestrina) |
|  |                                   |

|  | \| \| Macaco tibetano (M. thibetana) \| \| \| \| \| \| Macaco orsino (M. arctoides) \| \| \| \| |
|  |                                                                                                 |
|  | Macaco tibetano (M. thibetana)                                                                  |
|  |                                                                                                 |
|  | Macaco orsino (M. arctoides)                                                                    |
|  |                                                                                                 |

|  | Macaco tibetano (M. thibetana) |
|  |                                |
|  | Macaco orsino (M. arctoides)   |
|  |                                |

|  | \| \| Macaco tibetano (M. thibetana) \| \| \| \| \| \| Macaco orsino (M. arctoides) \| \| \| \| |
|  |                                                                                                 |
|  | Macaco tibetano (M. thibetana)                                                                  |
|  |                                                                                                 |
|  | Macaco orsino (M. arctoides)                                                                    |
|  |                                                                                                 |

|  | Macaco tibetano (M. thibetana) |
|  |                                |
|  | Macaco orsino (M. arctoides)   |
|  |                                |

|  | \| \| Macaco giapponese (M. fuscata) \| \| \| \| \| \| Macaco rhesus (M. mulatta) \| \| \| \| |
|  |                                                                                               |
|  | Macaco giapponese (M. fuscata)                                                                |
|  |                                                                                               |
|  | Macaco rhesus (M. mulatta)                                                                    |
|  |                                                                                               |

|  | Macaco giapponese (M. fuscata) |
|  |                                |
|  | Macaco rhesus (M. mulatta)     |
|  |                                |

|  | \| \| Macaco giapponese (M. fuscata) \| \| \| \| \| \| Macaco rhesus (M. mulatta) \| \| \| \| |
|  |                                                                                               |
|  | Macaco giapponese (M. fuscata)                                                                |
|  |                                                                                               |
|  | Macaco rhesus (M. mulatta)                                                                    |
|  |                                                                                               |

|  | Macaco giapponese (M. fuscata) |
|  |                                |
|  | Macaco rhesus (M. mulatta)     |
|  |                                |

|  | \| \| Macaco tibetano (M. thibetana) \| \| \| \| \| \| Macaco orsino (M. arctoides) \| \| \| \| |
|  |                                                                                                 |
|  | Macaco tibetano (M. thibetana)                                                                  |
|  |                                                                                                 |
|  | Macaco orsino (M. arctoides)                                                                    |
|  |                                                                                                 |

|  | Macaco tibetano (M. thibetana) |
|  |                                |
|  | Macaco orsino (M. arctoides)   |
|  |                                |

|  | \| \| Macaco tibetano (M. thibetana) \| \| \| \| \| \| Macaco orsino (M. arctoides) \| \| \| \| |
|  |                                                                                                 |
|  | Macaco tibetano (M. thibetana)                                                                  |
|  |                                                                                                 |
|  | Macaco orsino (M. arctoides)                                                                    |
|  |                                                                                                 |

|  | Macaco tibetano (M. thibetana) |
|  |                                |
|  | Macaco orsino (M. arctoides)   |
|  |                                |

|  | \| \| Macaco giapponese (M. fuscata) \| \| \| \| \| \| Macaco rhesus (M. mulatta) \| \| \| \| |
|  |                                                                                               |
|  | Macaco giapponese (M. fuscata)                                                                |
|  |                                                                                               |
|  | Macaco rhesus (M. mulatta)                                                                    |
|  |                                                                                               |

|  | Macaco giapponese (M. fuscata) |
|  |                                |
|  | Macaco rhesus (M. mulatta)     |
|  |                                |

|  | \| \| Macaco giapponese (M. fuscata) \| \| \| \| \| \| Macaco rhesus (M. mulatta) \| \| \| \| |
|  |                                                                                               |
|  | Macaco giapponese (M. fuscata)                                                                |
|  |                                                                                               |
|  | Macaco rhesus (M. mulatta)                                                                    |
|  |                                                                                               |

|  | Macaco giapponese (M. fuscata) |
|  |                                |
|  | Macaco rhesus (M. mulatta)     |
|  |                                |

### Resti fossili
I fossili di bertuccia sono stati ritrovati in tutta Europa, dall'Oceano Atlantico al Mar Nero, databili dal Pliocene inferiore al Pleistocene superiore, assegnati a varie sottospecie tra cui M. s. sylvanus, M. s. pliocena e M. s. fiorentina. La specie nana insulare M. majori endemica delle isole di Sardegna e Corsica e risalente al Pleistocene inferiore, generalmente considerata derivata da M. sylvanus, è generalmente considerata una specie distinta. Resti rinvenuti a Norfolk, Inghilterra, risalenti al Pleistocene medio, a 53 gradi di latitudine, rappresentano una delle distribuzioni più settentrionali dei primati. I resti più recenti di bertucce in Europa provengono da Hunas, Baviera, datati tra gli 85 e i 40.000 anni fa. La distribuzione dei macachi barbareschi in Europa era probabilmente fortemente controllata dal clima, estendendosi solo nell'Europa settentrionale durante gli intervalli interglaciali.

## Descrizione

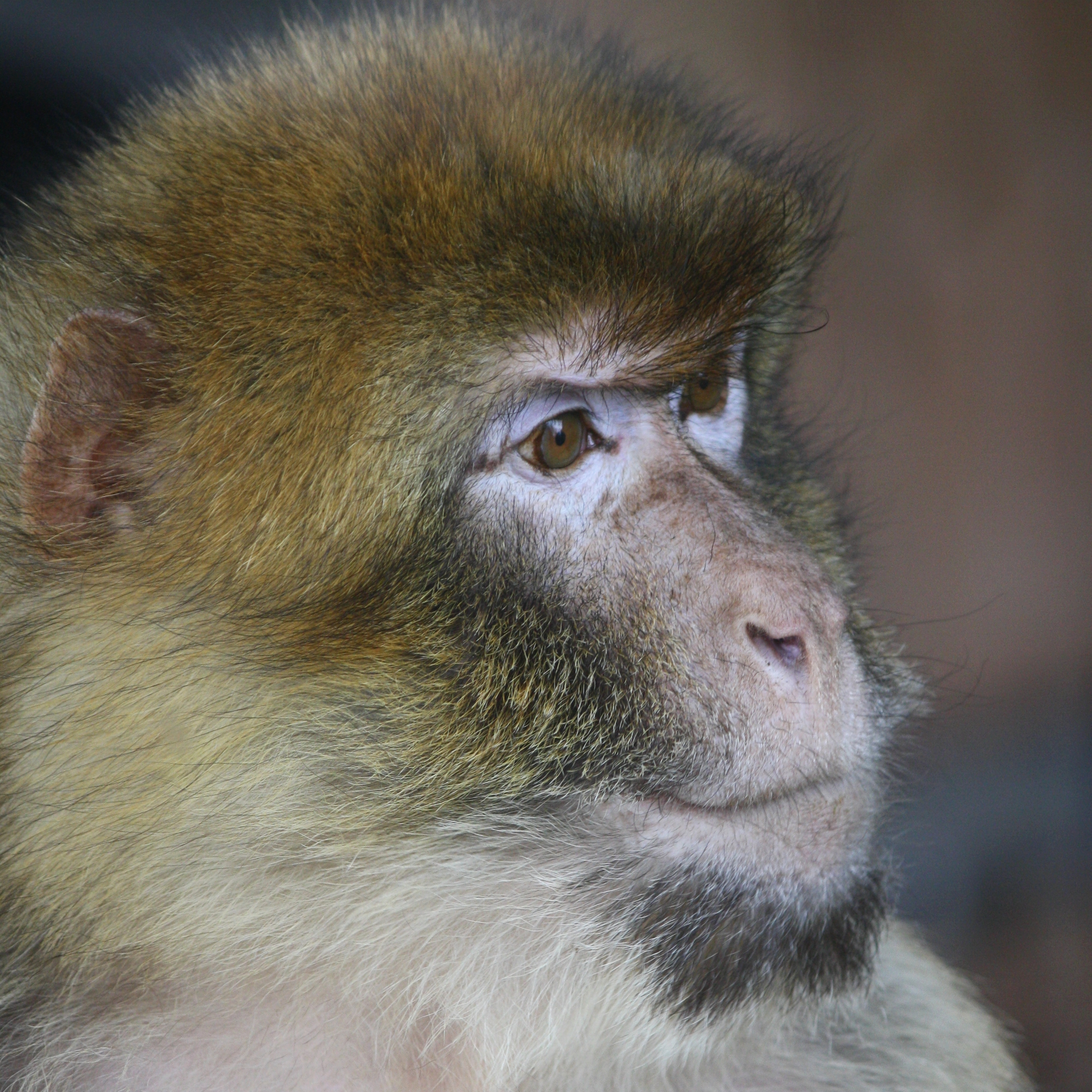
Primo piano di un individuo allo zoo di Praga, Repubblica Ceca

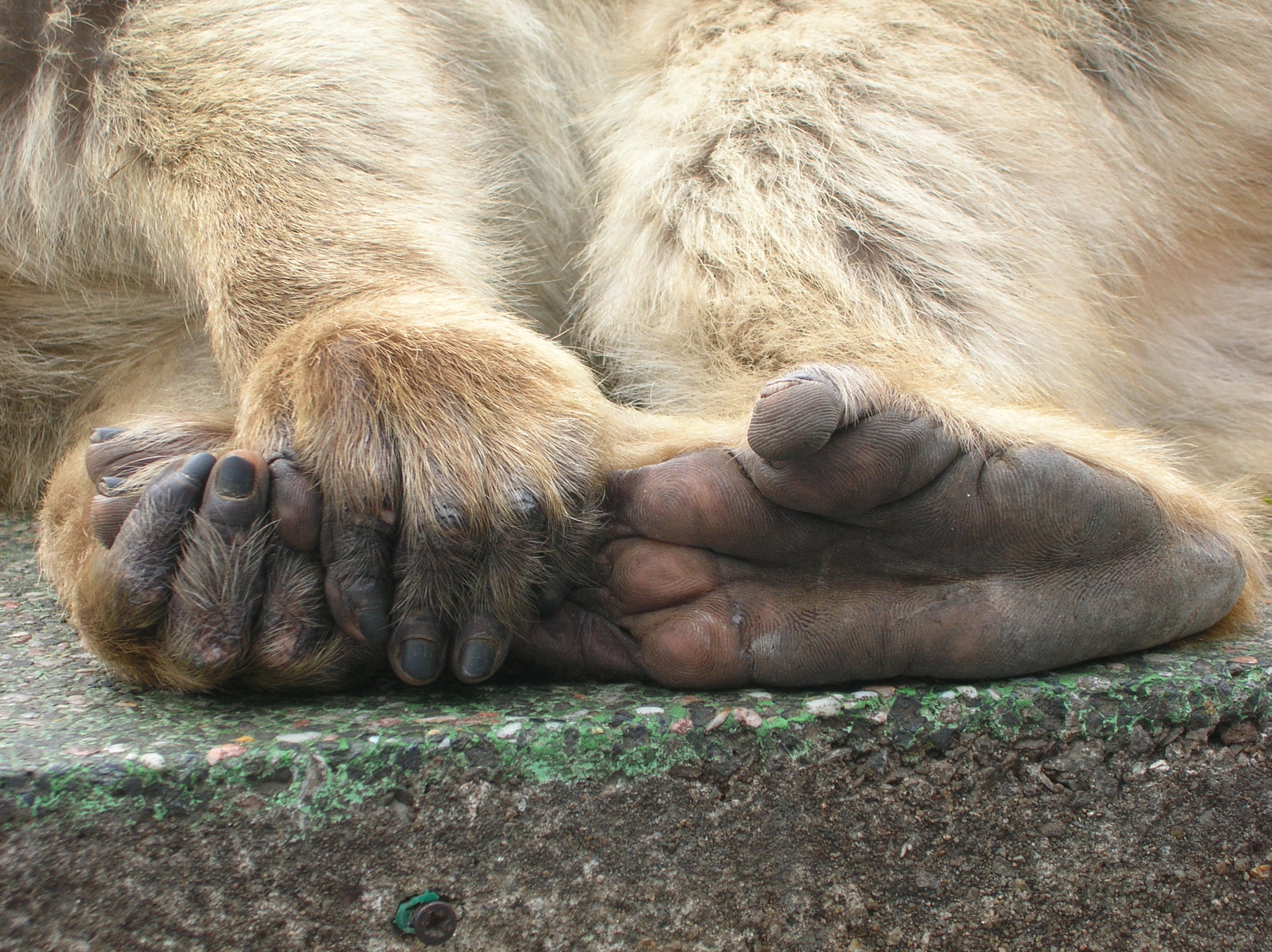
Mani e piedi di bertuccia

Le bertucce hanno corporatura relativamente esile e membra longilinee. Sono caratterizzate da una faccia priva di peli rosa scuro, mentre il resto del corpo è ricoperto da un folto pelo che va dal marrone chiaro al marrone dorato al grigio, con il ventre più chiaro. Il colore degli adulti più anziani cambia con l'età. Negli adulti e nei subadulti il pelo sul dorso è variegato, pallido e scuro, a causa delle fasce presenti sui singoli peli. In primavera e all'inizio dell'estate, con l'aumento delle temperature, i macachi adulti mutano la loro folta pelliccia invernale. La specie mostra dimorfismo sessuale con maschi più grandi delle femmine. La lunghezza media è di 55,7 centimetri nelle femmine e 63,4 centimetri nei maschi. La coda vestigiale è notevolmente ridotta rispetto ad altre specie di macachi e, se non assente, misura 4–22 millimetri. I maschi possono avere una coda più prominente, sebbene i dati siano scarsi. Il peso corporeo medio è di 9,9–11 kg nelle femmine e 14,5–16 kg nei maschi.
Come tutte le scimmie del Vecchio Mondo, la bertuccia presenta dei cuscinetti da seduta ben sviluppati (callosità ischiatiche) sul dorso di colore rosso pallido. Le femmine mostrano un esagerato gonfiore anogenitale, che aumenta di dimensioni durante l'estro. L'animale possiede tasche guanciali e molari bilofodonti a corona alta (molari con due creste); il terzo molare è allungato. Il numero del cromosoma diploide della bertuccia è 42, così come negli altri membri della tribù Papionini del Vecchio Mondo.

## Distribuzione e habitat

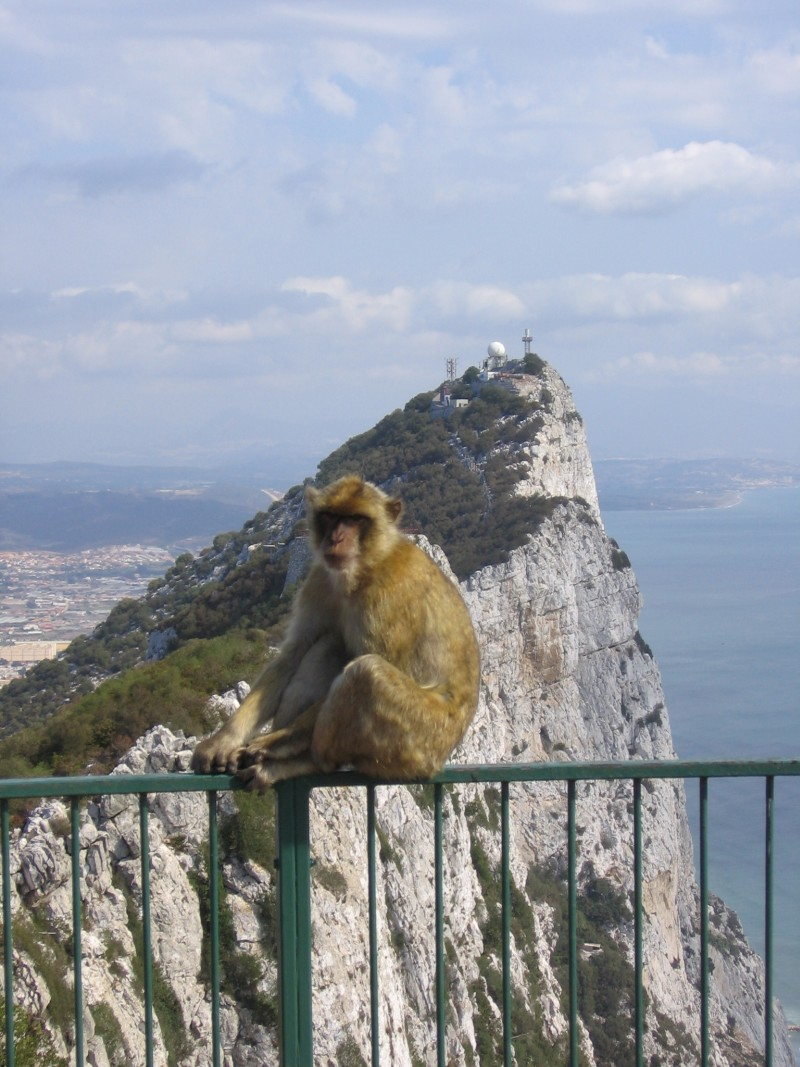
Una bertuccia di Gibilterra, di fronte alla Rocca

La bertuccia è l'unica specie di macaco che si trova al di fuori dell'Asia e l'unico primate africano che sopravvive a nord del deserto del Sahara. Vive principalmente in aree frammentate del Rif e delle catene montuose del Medio e Alto Atlante del Marocco e della regione montuosa della Grande e Petite Kabylie dell'Algeria. Sono stati avvistati esemplari anche ad altitudini di 400–2300 metri, anche se sembra preferire altitudini più elevate. Le popolazioni marocchine e algerine distano circa 700 km (430 miglia), sebbene il divario fosse minore durante l'Olocene.
Le bertucce si trovano anche nel territorio britannico d'oltremare di Gibilterra all'estremità meridionale della penisola iberica europea. Lo storico spagnolo di Gibilterra Alonso Hernández del Portillo notò all'inizio del XVII secolo che i macachi erano presenti "da tempo immemore". Molto probabilmente, i Mori introdussero i macachi dal Nord Africa a Gibilterra durante il Medioevo. Durante la Seconda guerra mondiale, il primo ministro britannico Winston Churchill ordinò che più bertucce provenienti dall'Africa fossero introdotte a Gibilterra per invertire il declino della popolazione. Oggi a Gibilterra ci sono circa 300 bertucce.
Questi animali possono sopravvivere in una grande varietà di habitat, come boschi di cedri, abeti e querce, praterie, macchie mediterranee e creste rocciose piene di vegetazione. In questi luoghi è presente un clima mediterraneo che presenta temperature stagionali estreme. In Marocco, la maggior parte delle bertucce abitano le foreste di cedri dell'Atlante (Cedrus atlantica), ma ciò potrebbe riflettere l'attuale disponibilità di habitat piuttosto che una preferenza specifica per questo habitat. In Algeria, le bertucce si trovano principalmente nel Grande e Petite Kabylie, catene montuose che fanno parte della catena montuosa Tell Atlas, ma c'è anche una popolazione isolata nel Parco nazionale di Chréa. Trovano riparo anche nelle foreste miste di cedri e lecci, nelle foreste umide portoghesi e in quelle di querce da sughero e nelle gole ricoperte da macchie mediterranee.
Prove fossili indicano che la specie era ben distribuita nell'Europa meridionale e tutto il Nord Africa. Storicamente, la specie era presente in tutto il Nord Africa, dalla Libia al Marocco. L'antico scrittore greco Erodoto (ca. 484–425 a.C.) menziona una popolazione tunisina, indicando che la specie si è estinta in Tunisia negli ultimi 2.500 anni.

## Biologia

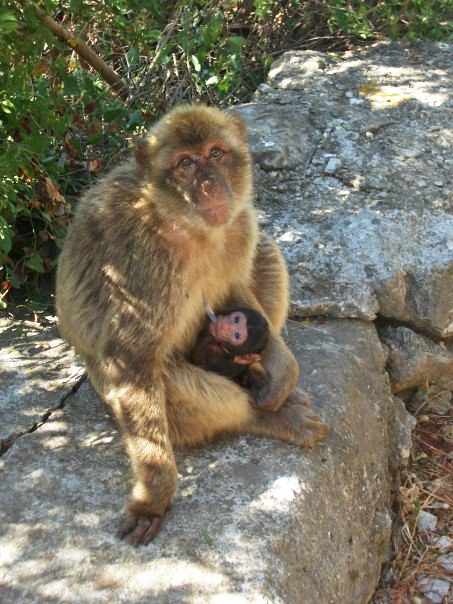
Femmina con il suo neonato

La bertuccia è un primate gregario che forma gruppi misti di diverse femmine e maschi. Le truppe possono contare dai 10 ai 100 individui e sono di natura matriarcale, la cui gerarchia viene determinata dal lignaggio della femmina dominante. A differenza di altri macachi, i maschi partecipano attivamente all'allevamento e alla toelettatura dei piccoli. I maschi trascorrono una notevole quantità di tempo a giocare e ad accudire i cuccioli. In questo modo si forma un forte legame sociale tra i maschi adulti e i giovani, sia con la propria progenie che con quella degli altri membri della truppa. Questo può essere il risultato della selettività da parte delle femmine, che possono preferire i maschi che si dimostrano più premurosi verso i giovani.
La stagione degli amori va da novembre a marzo. Il periodo di gestazione va da 147 a 192 giorni e le femmine di solito partoriscono un solo piccolo per gravidanza, e i gemelli sono casi estremamente rari. La prole raggiunge la maturità sessuale a tre o quattro anni di età.
La toelettatura è un'attività molto importante nella società delle bertucce, in quanto porta a livelli di stress inferiori per gli individui che si occupano della toelettatura. Sebbene i livelli di stress non sembrino essere ridotti negli animali sottoposti a toelettatura, la toelettatura di più individui porta a livelli di stress ancora più bassi; questo è un vantaggio che potrebbe superare i costi per il toelettatore, che includono meno tempo per partecipare ad altre attività come la ricerca del cibo. Il meccanismo per ridurre lo stress può essere spiegato dalle relazioni sociali (e dal supporto) che si formano con la toelettatura.
I maschi interferiscono nei conflitti e formano coalizioni con altri maschi, di solito con maschi imparentati piuttosto che con estranei. Queste relazioni suggeriscono che i maschi lo facciano per aumentare indirettamente la propria forma fisica. Inoltre, i maschi formano coalizioni con parenti strettamente imparentati più spesso di quanto non facciano con individui lontanamente imparentati. Queste coalizioni non sono permanenti e possono cambiare frequentemente quando le gerarchie cambiano all'interno di un gruppo. Sebbene sia più probabile che i maschi formino coalizioni con maschi che li hanno aiutati in passato, questo non è importante quanto la parentela nel determinare le coalizioni. I maschi evitano di entrare in conflitto con i maschi di rango superiore e più frequentemente formeranno coalizioni con il maschio di rango superiore in un conflitto. In presenza di neonati i gruppi di maschi tendono a riunirsi. Le interazioni tra maschi vengono comunemente avviate quando un maschio presenta un neonato a un maschio adulto che non si prende cura di un cucciolo, o quando un maschio distaccato si avvicina ai maschi che si prendono cura dei cuccioli. Questo comportamento porta a un tipo di buffering sociale, che riduce il numero di interazioni antagoniste tra i maschi in un gruppo.
Le smorfie a bocca aperta nelle bertucce sono più comunemente usate dagli individui più giovani come segno di giocosità.

### Voce
Lo scopo principale dei richiami nelle bertucce è quello di avvisare gli altri membri del gruppo di possibili pericoli, come i predatori. I membri di un determinato gruppo sono in grado di distinguere i richiami degli individui del proprio gruppo da quelli di individui di altri gruppi conspecifici. La variazione genetica o le differenze di habitat non sembrano essere il motivo della variazione acustica nei richiami di diversi gruppi sociali. Invece, il probabile motivo delle lievi variazioni della struttura acustica tra gruppi è simile all'accomodamento vocale visto negli esseri umani. Tuttavia, caratteristiche acustiche come volume e altezza variano in base alle vocalizzazioni degli individui a cui si associano e le situazioni sociali giocano un ruolo nella struttura acustica dei richiami.
Le femmine hanno la capacità di riconoscere i richiami della propria prole attraverso una varietà di parametri acustici. Per questo motivo, i richiami dei cuccioli non devono differire notevolmente affinché le madri siano in grado di riconoscere il richiamo del proprio cucciolo. Le madri dimostrano comportamenti diversi nell'udire i richiami di altri piccoli rispetto ai richiami della propria prole. Più parametri per le vocalizzazioni portano a un'identificazione più affidabile dei richiami sia nei neonati che negli adulti, quindi non sorprende che le stesse caratteristiche acustiche che si sentano nei richiami dei cuccioli possono essere udite anche nei richiami degli adulti.

### Riproduzione

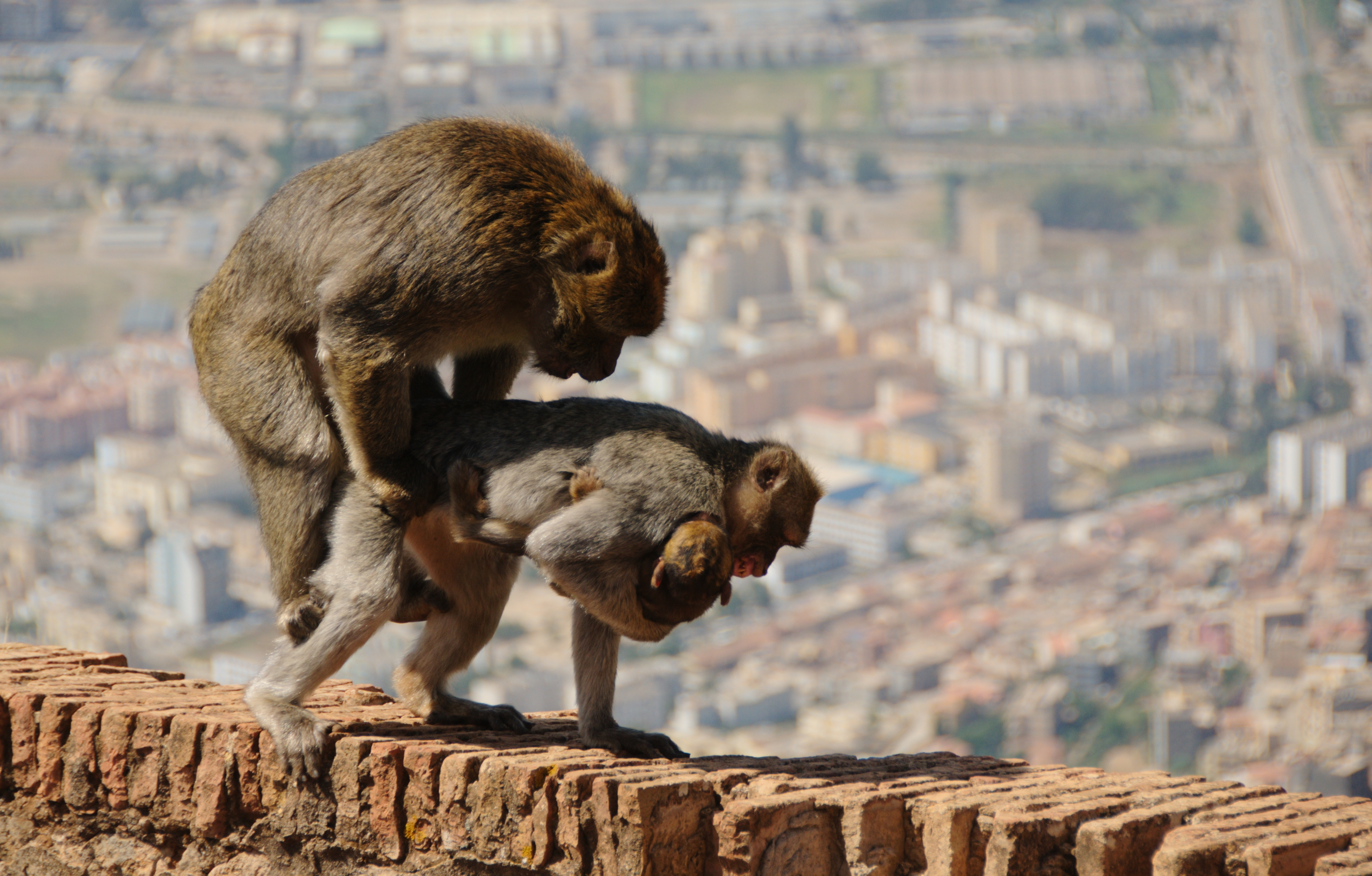
Bertucce durante l'accoppiamento

Sebbene le bertucce siano sessualmente attive durante tutto il ciclo riproduttivo di una femmina, i maschi determinano il periodo più fertile di una femmina dai gonfiori perianali della femmina. L'accoppiamento è più comune durante il periodo più fertile di una femmina. Le dimensioni del gonfiore della femmina raggiunge il suo massimo nel periodo dell'ovulazione, suggerendo che le dimensioni aiutano un maschio a prevedere quando dovrebbe accoppiarsi. Ciò è ulteriormente supportato dal fatto che l'eiaculazione maschile raggiunge il picco nello stesso momento in cui il gonfiore perianale delle femmine raggiunge il suo picco. Il cambiamento nel comportamento sessuale femminile durante il periodo dell'ovulazione non è sufficiente per dimostrare al maschio che la femmina è fertile. I gonfiori, quindi, appaiono necessari per predire la fertilità della femmina.
Le femmine di bertuccia differiscono dagli altri primati non umani in quanto spesso si accoppiano con più maschi all'interno del loro gruppo sociale. Mentre le femmine sono attive nella scelta delle associazioni sessuali, il comportamento di scelta dei gruppi sociali dei macachi non è interamente determinato dalla scelta femminile. Questi accoppiamenti multipli da parte delle femmine diminuiscono la certezza della paternità dei maschi e possono portare quest'ultimi a prendersi cura di tutti i cuccioli all'interno del gruppo, non sapendo con certezza quale sia la loro progenie. Affinché un maschio garantisca il suo successo riproduttivo, deve massimizzare il tempo trascorso con le femmine del gruppo durante i loro periodi fertili. È in questo periodo che i maschi divengono più aggressivi, e sembra che gli scontri tra maschi siano un fattore determinante nel successo riproduttivo maschile. Un'altra strategia attuata dai maschi in questo periodo è quella di allontanare le femmine dal gruppo per evitare che si accoppi con altri maschi, tuttavia, ciò risulta svantaggioso per i maschi, poiché ciò non gli consentirebbe di accoppiarsi con più femmine.

### Genitorialità

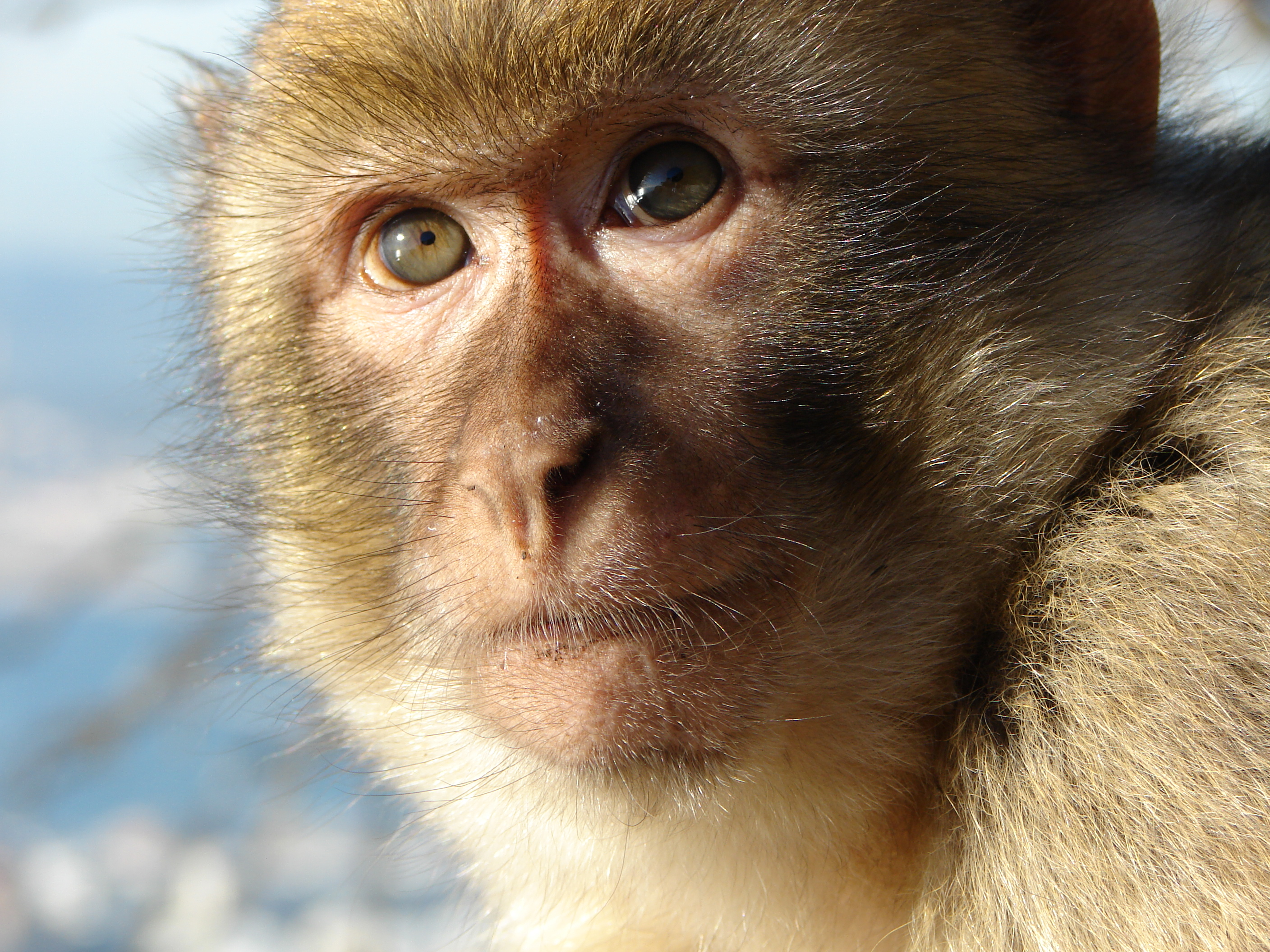
Primo piano di un giovane, a Gibilterra

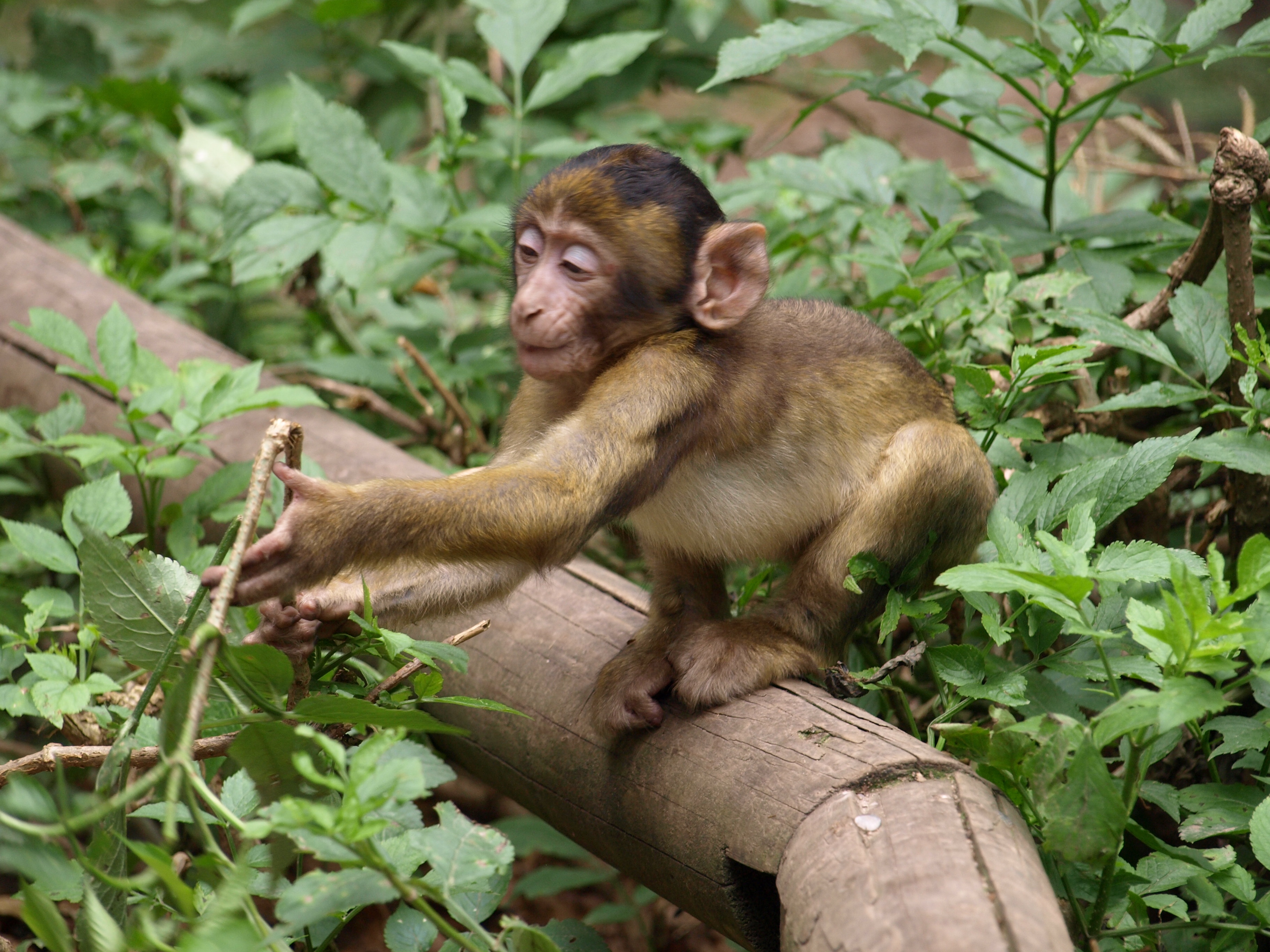
Un giovane, nelle Montagne Des Singes, Alsazia

A differenza delle altre specie di macachi in cui la maggior parte delle cure parentali proviene esclusivamente dalla madre, le bertucce di tutte le età e di entrambi i sessi partecipano alle cure alloparentali dei cuccioli. La cura dei cuccioli da parte dei maschi è di particolare interesse per la ricerca, poiché la cura della prole da parte dei maschi a livelli così alti sono molto rari nei gruppi in cui la paternità è incerta. I maschi agiscono anche come veri allogenitori dei piccoli portandoli in giro sulla schiena e prendendosi cura di loro per ore invece di mostrare interazioni più casuali. Lo stato sociale femminile gioca un ruolo nelle interazioni alloparentali femminili con i cuccioli, in cui le femmine di rango superiore hanno più interazioni con i cuccioli, mentre le femmine più giovani e di rango inferiore hanno meno interazioni.

### Dieta
La dieta della bertuccia consiste in una miscela di piante e insetti. Queste scimmie consumano una gran varietà di gimnosperme e angiosperme, nutrendosi di quasi ogni parte della pianta, inclusi fiori, frutti, semi, foglie, germogli, corteccia, steli, radici, bulbi e cormi. Le prede più comuni per queste scimmie sono insetti e piccoli animali, come lumache, lombrichi, scorpioni, ragni, millepiedi, cavallette, termiti, strider d'acqua, cocciniglie, scarafaggi, farfalle, falene, formiche e persino girini.
Le bertucce possono causare gravi danni agli alberi dei loro habitat, soprattutto nelle foreste di cedri dell'Atlante, in Marocco. Poiché la deforestazione in Marocco è diventata un grave problema ambientale negli ultimi anni, sono state condotte ricerche per determinare la causa che porta le bertucce a spellare gli alberi della loro corteccia. Gli alberi di cedro sono vitali per queste popolazioni, potendo sostenere una densità di esemplari molto più elevata rispetto ad un habitat senza di loro. La mancanza di una fonte d'acqua e l'allontanamento degli animali dalle fonti d'acqua rimanenti, sono una delle principali cause che porta le bertucce a ricercare liquidi nella corteccia dei cedri. La densità della popolazione di bertucce, tuttavia, è meno correlata a questo comportamento rispetto alle altre cause considerate.

### Predatori
I loro principali predatori sono leopardi, aquile (le aquile reali possono predare solo i cuccioli, poiché non sono morfologicamente adattate alla caccia dei primati; rapaci più specializzati nella caccia ai primati, come l'aquila coronata, vivono in aree più meridionali dell'Africa, al di fuori dell'areale delle bertucce) e cani randagi. Quando una bertuccia avvista un pericolo, come appunto aquile e cani randagi, avviserà l'intero gruppo con richiami e schiamazzi che allerterà l'intera truppa.

## Conservazione

### Minacce

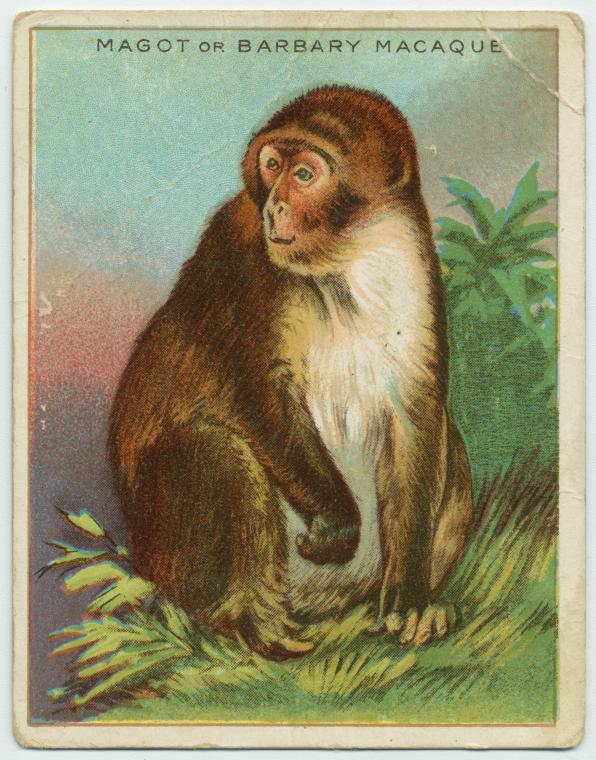
Illustrazione del XIX secolo

Le popolazioni selvatiche di bertucce hanno subito un forte declino negli ultimi anni al punto da essere classificate come una specie in pericolo dalla Lista rossa IUCN nel 2008. La bertuccia è minacciata dalla frammentazione e dal degrado del suo habitat forestale e dal bracconaggio per il commercio illegale di animali esotici, e diversi esemplari vengono uccisi per rappresaglia per aver saccheggiato i raccolti delle popolazioni locali.
La Spagna è il principale punto di ingresso per l'Europa. Oggi non esistono dati accurati sulla posizione o sul numero di individui al di fuori del loro habitat d'origine. Un numero imprecisato di individui è incluso in collezioni zoologiche, presso altre istituzioni, in mano ai privati, in depositi o in attesa di essere ricollocati in destinazioni appropriate.
L'habitat della bertuccia è minacciato dall'aumento dell'attività di disboscamento. Gli agricoltori locali vedono le scimmie come parassiti e si impegnano nello sterminio della specie. Un tempo comuni in tutta l'Africa settentrionale e nell'Europa meridionale, si stima che in Marocco e Algeria siano rimaste solo dalle 12.000 alle 21.000 bertucce. Un tempo la loro distribuzione era molto più ampia, raggiungendo Tunisia e Libia. Il loro raggio d'azione non è più continuo, e oggigiorno rimangono solo poche popolazioni isolate in quella che un tempo era un areale molto più ampio. Durante il Pleistocene questa specie abitava le coste mediterranee e l'Europa, compresa l'Italia, l'Ungheria, la Spagna, il Portogallo e la Francia, fino alla Germania e alle isole britanniche. L'areale della specie è diminuito con l'arrivo dell'era glaciale, estinguendosi nella penisola iberica circa 30.000 anni fa.
Le informazioni raccolte dagli abitanti dell'Alto Atlante marocchino indicherebbero che la maggior parte delle bertucce catturate al fine di essere vendute come animali domestici esotici verrebbero da queste regioni. Il conflitto tra le popolazioni locali e le bertucce selvatiche è una delle maggiori sfide per la conservazione di questi animali in Marocco. È stato riscontrato che le principali minacce alla sopravvivenza delle bertucce in questa regione sono la distruzione dell'habitat e l'impatto del pascolo del bestiame. Il conflitto uomo-bertuccia è dovuto principalmente alle incursioni degli animali nei raccolti delle popolazioni locali e le conseguenti uccisioni per rappresaglia da parte delle popolazioni locali. Nell'Alto Atlante marocchino, le bertucce attirano ogni anno un gran numero di turisti e sono considerati una presenza positiva per i loro potenziali benefici per il turismo. Inoltre, le bertucce hanno anche un ruolo ecologico piuttosto importante; ad esempio, sono i predatori di numerosi insetti distruttivi e parassiti delle piante e partecipano alla dispersione dei semi di molte specie vegetali.
Nell'Alto Atlante centrale, le bertucce abitano aree relativamente piccole e frammentate limitate alle valli principali ad altitudini di 700–2.400 metri. In uno studio del 2013, i ricercatori hanno riferito di aver trovato gruppi di bertucce in habitat relativamente piccoli e frammentati, in 10 siti e che la specie era scomparsa da quattro località. Ciò potrebbe essere attribuito al degrado dell'habitat, alle attività di caccia, all'impatto del pascolo del bestiame e al disturbo da parte dell'uomo. Mentre la deforestazione per l'agricoltura e il pascolo eccessivo continuano, la rimanente foresta diventa sempre più frammentata. Di conseguenza, le bertucce vengono limitate a piccole aree relitte frammentate.

### Rapporti con l'uomo

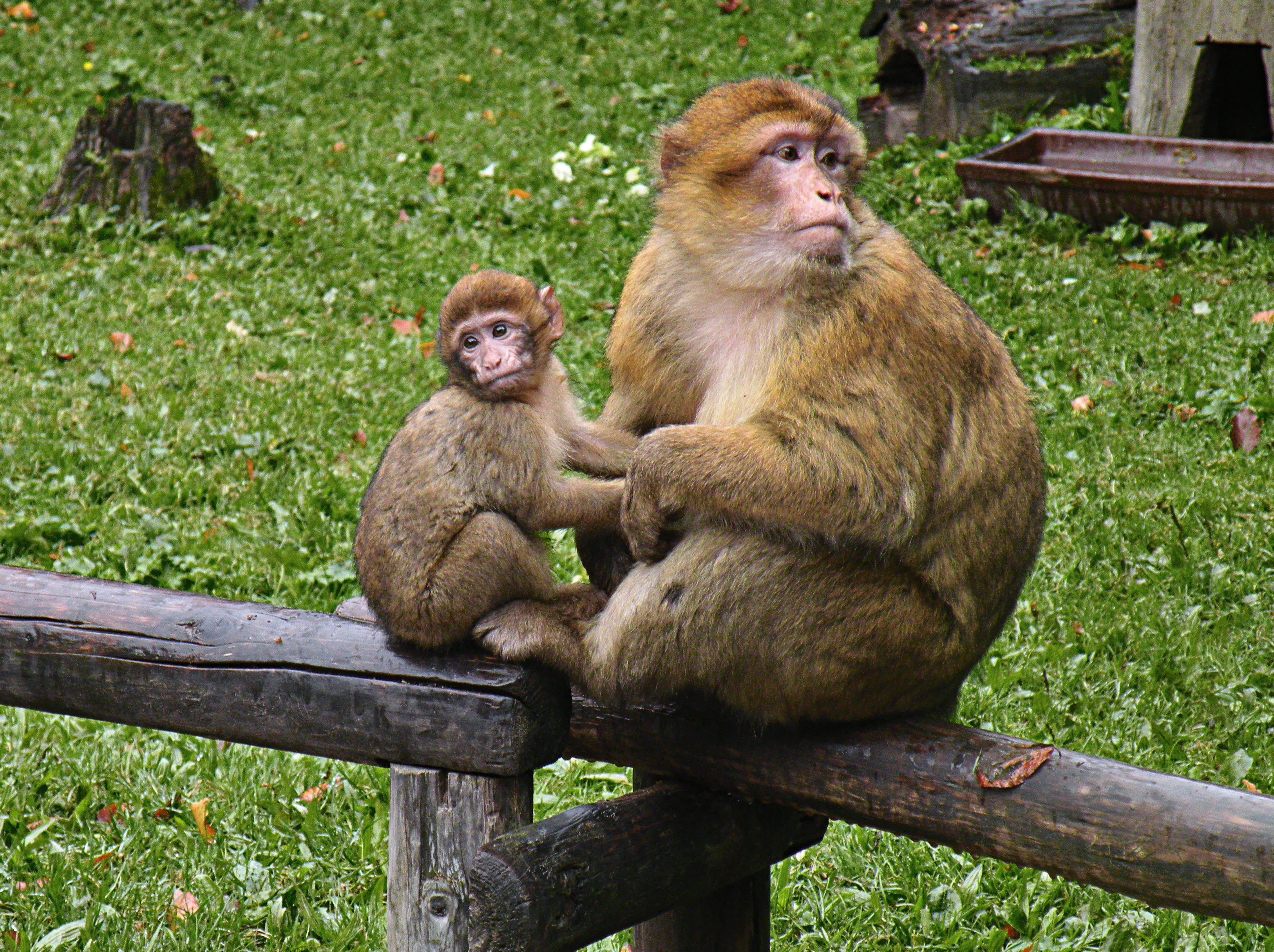
Una femmina con il suo cucciolo

Molte delle idee errate sull'anatomia umana contenute negli scritti di Galeno sono apparentemente dovute al suo uso delle bertucce, l'unico antropoide a sua disposizione, nelle sue dissezioni. I forti tabù culturali del suo tempo gli impedivano di eseguire vere e proprie dissezioni dei cadaveri umani, anche nel suo ruolo di medico e insegnante di medici.
Le bertucce del Marocco sono spesso oggetti di scena per foto da parte dei turisti, nonostante il loro stato di protezione. I turisti sono incoraggiati a scattare foto con gli animali a pagamento. Gli animali vengono anche venduti come animali domestici in Marocco e Algeria ed esportati in Europa per essere utilizzati come animali domestici o scimmie da combattimento, sia nei mercati fisici che online.
I turisti interagiscono con le scimmie selvatiche in tutto il mondo e, in alcune situazioni, possono essere incoraggiati a nutrire, fotografare e toccare le scimmie. Sebbene il turismo abbia il potenziale per portare denaro verso obiettivi di conservazione e fornisca un incentivo per la protezione degli habitat naturali di questi animali, la vicinanza e le interazioni con i turisti possono anche avere un impatto psicologico significativo sugli animali. Campioni fecali e comportamenti indicativi di stress, come grattarsi la pancia, indicano che la presenza dei turisti ha un impatto negativo sulle bertucce. Attività umane come scattare fotografie causano stress agli animali, probabilmente perché le persone si avvicinano troppo agli animali e stabiliscono un contatto visivo troppo prolungato (un segno di aggressività in molti primati).
Diversi gruppi di bertucce si trovano in siti turistici, dove sono soggetti dalla presenza dei visitatori che forniscono loro cibo. I ricercatori che hanno confrontato due di questi gruppi nelle montagne centrali dell'Alto Atlante nel 2008 hanno scoperto che gli esemplari del gruppo più a contatto con i turisti trascorrevano molto più tempo in comportamenti di riposo e aggressivi, e si nutrivano e muovevano significativamente meno rispetto agli esemplari dei gruppi selvatici. Il gruppo a contatto con i turisti trascorreva molto meno tempo a nutrirsi di erbe, semi e ghiande rispetto al gruppo selvatico, e il cibo umano rappresentava il 26% dell'alimentazione quotidiana di quest'ultimo gruppo, e l'1% per il gruppo selvatico. Gli scienziati che hanno raccolto dati sul bilancio delle attività stagionali e sulla composizione della dieta del gruppo di bertucce che vive nei siti turistici del Marocco hanno scoperto che i budget delle attività e la dieta del gruppo di studio variavano notevolmente tra le stagioni e gli habitat. La percentuale del tempo giornaliero trascorso a cercare cibo e a spostarsi era più bassa in primavera e il tempo giornaliero trascorso a riposare era più alto in primavera e in estate. Il tempo dedicato a comportamenti aggressivi era più alto in primavera rispetto alle altre tre stagioni. Segue un aumento del tempo passato a nutrirsi di fiori e frutti in estate, semi, ghiande, radici e cortecce in inverno e in autunno, erbe in primavera e in estate, e un chiaro aumento del consumo di cibo umano in primavera. Il gruppo a contatto con i turisti e i gruppi selvatici non differivano nella proporzione di record giornalieri dedicati all'alimentazione, ma il gruppo turistico spendeva una percentuale significativamente inferiore dei record giornalieri nella ricerca del cibo, spostandosi e riposando, mentre si esibiva in comportamenti aggressivi più del gruppo selvatico. Non c'era alcuna differenza significativa tra i due gruppi nella proporzione dei record di alimentazione spesi mangiando frutta; ma il gruppo turistico aveva percentuali giornaliere inferiori di alimentazione su foglie, semi e ghiande, radici e cortecce ed erbe, mentre spendeva percentuali giornaliere più elevate nutrendosi di cibo umano.
Ci sono prove che i macachi barbareschi fossero commerciati o forse dati come doni diplomatici già nell'età del ferro. I loro resti sono stati ritrovati in siti archeologici come Emain Macha in Irlanda, risalenti a non oltre il 95 aC; una fortezza dell'età del ferro, il Titelberg in Lussemburgo; e due siti romani in Gran Bretagna.

## La bertuccia nelle arti
Il personaggio George di Curioso come George è una bertuccia.